# Инстинкт убийцы (фильм, 2003)
«Инстинкт убийцы» (англ. Killer Instinct: From the Files of Agent Candice DeLong) — криминальная драма Питера Вернера.

## Сюжет
Кэндис Делонг — первая в ФБР женщина-специалист по составлению психологического портрета преступника. Она столкнулась с дискриминацией женщин. При этом она до конца довела расследование по делу серийного убийцы, убивавшего женщин.

## Награды и номинации
- 2004 — номинация на Imagen Foundation Awards в категории «Лучший актёр в телевизионной драме» (Эй Мартинес)